# Cloniophorus viridis
Cloniophorus viridis là một loài bọ cánh cứng trong họ Cerambycidae.